# Emilie Jäger
Emilie Jäger (* 4. Januar 1926 in Atzelsdorf; † 27. Juli 2011 in Meikirch) war eine österreichisch-schweizerische Geologin, die sich mit Isotopengeologie befasste. Sie war Professorin an der Universität Bern.
Jäger studierte zunächst Chemie an der Universität Wien, wo sie 1952 promovierte, und ging dann an die Universität Bern, wo sie sich bei Heinrich Huttenlocher und dem Physiker Fritz Houtermans mit Mineralogie und radioaktiver Altersbestimmung befasste.
An der Carnegie Institution in Washington, D.C. (bei George Tilton (1923–2010), Henry Faul) lernte sie die Verfahren der Rubidium-Strontium-Datierung und baute danach in Bern ab 1959 ein isotopengeologisches Labor auf. Für die Datierung nutzte sie ein Massenspektrometer der Universität Bern. Sie wandte dies dann auf die Altersbestimmung von Gesteinen in den Alpen an. 1962 wurde sie habilitiert, 1965 zur außerordentlichen und 1972 zur ordentlichen Professorin berufen.
Sie war auch an der Entwicklung internationaler Standards für die Datierung mit radioaktiven Isotopen beteiligt, wandte die Verfahren bei der Datierung von Lagerstätten und der Wanderung von Erdöl im Gestein an. Später befasste sie sich auch mit Umweltaspekten und mit Datierung mit Hilfe optischer Lumineszenz und Zerfallsspuren aufgrund Kernspaltung.
1980 erhielt sie die Leopold-von-Buch-Plakette. Sie war Ehrenmitglied der Österreichischen Mineralogischen Gesellschaft. 1988 wurde sie zum Mitglied der Deutschen Akademie der Naturforscher Leopoldina gewählt.